# 장문휴
장문휴(張文休, ?~?)는 발해의 장군이다.

## 생애
732년(인안 13년) 무왕의 명령을 받아 수군을 이끌고 산둥반도에 있는 당나라의 국제 무역항인 등주(登州)를 공격해, 자사 위준(韋俊)을 죽이는 등의 성과를 올려 당나라에 큰 타격을 주었다.